# Graptopeltus lynceus
Graptopeltus lynceus är en insektsart som först beskrevs av Fabricius 1775.  Graptopeltus lynceus ingår i släktet Graptopeltus, och familjen fröskinnbaggar. Arten är reproducerande i Sverige.

## Bildgalleri

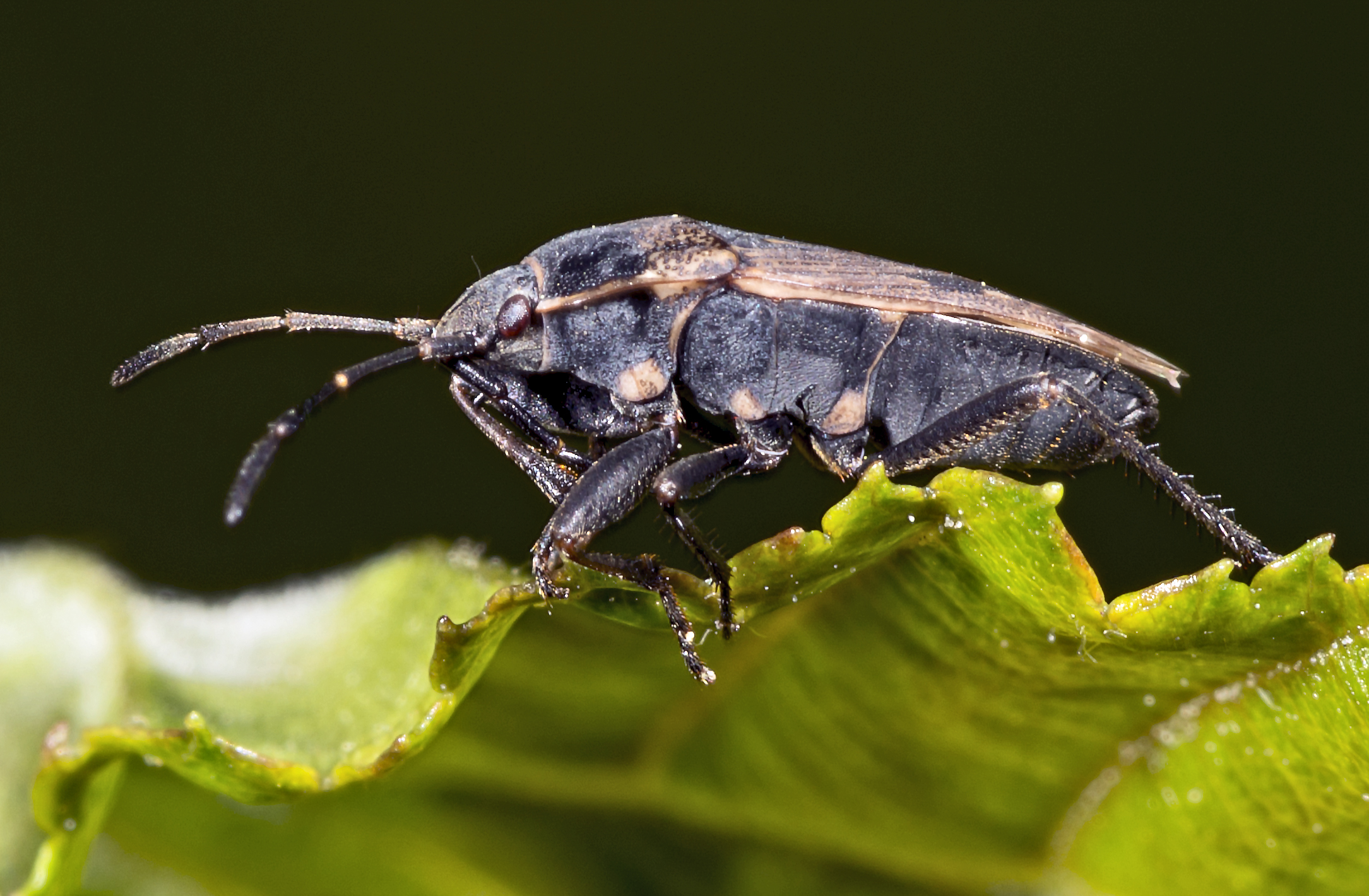